# جان ماركوس
جان ماركوس هو شخصية أعمال كندي، ولد في 26 يونيو 1947 في مونتريال في كندا.